# Giro di Amburgo 1996
Il Giro di Amburgo 1996, prima edizione della corsa, si svolse l'8 aprile 1996. Fu vinto dall'italiano Rossano Brasi, che terminò la gara in 3h 33' 18", imponendosi in solitaria sui tedeschi Bert Dietz e Steffen Rein, che precedettero il gruppo principale.

## Ordine d'arrivo (Top 10)
| Pos. | Corridore         | Squadra       | Tempo    |
| ---- | ----------------- | ------------- | -------- |
| 1    | Rossano Brasi     | Team Polti    | 3h33'18" |
| 2    | Bert Dietz        | Deutsche Tel. | a 13"    |
| 3    | Steffen Rein      | Nürnberger    | a 54"    |
| 4    | Steven de Jongh   | TVM-Farm Fr.  | s.t.     |
| 5    | Frantisek Trkal   | Husqvarna     | s.t.     |
| 6    | Bart Leysen       | Mapei-GB      | s.t.     |
| 7    | Igor Zhuchlantsev | Tönissteiner  | s.t.     |
| 8    | Mark Claussmeyer  | Olympia       | s.t.     |
| 9    | Mirco Crepaldi    | Team Polti    | s.t.     |
| 10   | Jason Phillips    | PSV Cologne   | s.t.     |